# Mario Avallone
Pour les articles homonymes, voir Avallone.
Mario Avallone, né en 1899 à Salerne et mort en 1953 probablement dans la même ville, est un peintre moderniste et contemporain italien du XXe siècle.

## Biographie
Dès son jeune âge, il suit les leçons de son père Giuseppe. Il prit part à la Première Guerre mondiale, expérience qui l'a marqué. Il retourne à Salerne en 1922 où il collabore comme dessinateur-caricaturiste pour les journaux locaux Forbici et E' Permesso. Il réussit alors à dépeindre la peinture salernitaine du moment avec peu d'éléments et un certain intimisme. Il va à Venise à la fin des années 1920. Attiré par la décadence de cette cité portuaire, il peint une quantité telle de peintures qu'il organisa en 1929 une exposition à Salerne intitulée Paysages vénitiens. Après avoir participé à la Seconde Guerre mondiale, il termine sa vie dans sa ville natale où il continua la peinture,.

## Œuvres
Liste non-exhaustive de ses peintures: 
- Dalla Terazza, huile sur carton, 18 × 28,5 cm, date inconnue ;
- Golfo di Salerno, huile sur toile, 33 × 43 cm, date inconnue ;
- La sua modella, huile sur toile, 42 × 35 cm, date inconnue ;
- Ritratto di una donna, 1924 ;
- Marina di Capri, huile sur toile, 50 × 40 cm, 1930[3].